# Xilithus mustela
Espèce
Synonymes
- Otacilia mustela Kamura, 2008

Xilithus mustela est une espèce d'araignées aranéomorphes de la famille des Phrurolithidae.

## Distribution
Cette espèce est endémique de Honshū au Japon,. Elle se rencontre dans les préfectures de Chiba, de Kanagawa et de Tokyo.

## Description
Le mâle holotype mesure 3,56 mm et la femelle paratype 4,20 mm, les femelles mesurent de 3,14 à 4,97 mm.

## Systématique et taxinomie
Cette espèce a été décrite sous le protonyme Otacilia mustela par Kamura en 2008. Elle est placée dans le genre Acrolithus par Kamura en 2022. Acrolithus Liu & Li, 2022, préoccupé par Acrolithus Freytag & Ma, 1988, a été remplacé par Xilithus par Lin et Li en 2023.

## Publication originale
- Kamura, 2008 : « A new species of the genus Otacilia (Araneae: Corinnidae) from Japan. » Acta Arachnologica, vol. 57, no , p. 41-42 (texte intégral).